# Praziquantel
Praziquantel (PZQ), được bán dưới tên thương mại là Biltricide cùng với một số những tên khác, là một loại thuốc dùng để điều trị một số loại bệnh do giun ký sinh. Cụ thể hơn thì thuốc được sử dụng để điều trị bệnh sán máng, nhiễm sán lá gan, nhiễm sán lá mật, nhiễm sán dây, bệnh gạo sán, bệnh sán chó và các bệnh nhiễm sán lá khác. Chúng không nên được sử dụng cho nhiễm giun ở mắt. Thuốc được dùng qua đường uống.
Các tác dụng phụ có thể kể đến như phối hợp kém, đau bụng, nôn mửa, đau đầu và phản ứng dị ứng. Mặc dù chúng có thể được sử dụng trong khi mang thai, thuốc không được khuyến cáo sử dụng trong thời gian cho con bú. Praziquantel thuộc vào nhóm các loại thuốc tẩy giun. Thuốc hoạt động một phần bằng cách tác động đến chức năng của giác mút của giun.
Praziquantel được phát triển trong các phòng thí nghiệm nghiên cứu ký sinh trùng của Bayer AG và Merck KGaA ở Đức (Elberfeld và Darmstadt) vào giữa những năm 1970 và được chấp thuận cho sử dụng y tế tại Hoa Kỳ vào năm 1982. Nó nằm trong danh sách các loại thuốc thiết yếu của Tổ chức Y tế Thế giới, tức là các loại thuốc hiệu quả và an toàn nhất cần thiết trong một hệ thống y tế. Chi phí bán buôn ở các nước đang phát triển là khoảng 0,4 đến 18,15 USD mỗi ngày. Tại Hoa Kỳ, một quá trình điều trị điển hình có giá từ 100 đến 200 USD.